# Осуигатчи
Осуигатчи, Освегатчи (англ. Oswegatchie) — индейское поселение, которое располагалось в месте впадения реки Осуигатчи в реку Святого Лаврентия на месте современного города Огденсберг. Также данный термин применялся к местным индейцам, которые входили в союз Семь наций Канады. Онондага из Осуигатчи были последними, кто вступил в военный и политический индейский альянс, и единственными его представителями, кто был вынужден оставить свою территорию — на месте других поселений в будущем возникли индейские резервации.

## История
Ко времени появления в этих местах европейцев здесь обитали племена ирокезов, в основном мохоки и онондага. В 1748 году аббат Пике основал в этом районе христианскую миссию.  Основанная в устье реки Осуигатчи, она получила название Фор-де-Ла-Презантасьон. Миссия привлекала индейцев, занимавшихся торговлей мехами. Чтобы поселиться в миссии, семьи должны были согласиться жить моногамно, принять хритианство, отказаться от алкоголя и присягнуть на верность Франции. Некоторые из ирокезов, в основном онондага, а также некоторые онайда и кайюга, поселились здесь и обратились в католицизм. К 1755 году на территории поселения обитало около 3000 индейцев.
Когда началась Семилетняя война между Францией и Англией, жители поселения участвовали в многочисленных рейдах в долинах рек Огайо и Мохок, где, совместно со своими союзниками, нападали на британских колонистов.
После подписания Парижского мирного договора, по условиям которого, Франция уступала Канаду, британские солдаты были размещены в форте, который был переименован в форт Осуигатчи. Оставшиеся там индейцы присягнули на верность англичанам. Они поддержали британцев во время Американской революции и сражались вместе с ними против американских колонистов.
После окончания войны за независимость британцы оставались в форте до 1796 года и эвакуировались после того, как была решена граница между Канадой и Соединёнными Штатами. Американские поселенцы из Новой Англии и Южного Нью-Йорка начали прибывать в июне 1796 года и заселять этот район. К 1806 году армия США изгнала онондага из их постоянного поселения. Многие семьи переселились в Сент-Реджис, Аквесасне и другие общины ирокезов.